# David Farinango
David Andrés Farinango Berrú (Machala, 20 ottobre 2000) è un nuotatore ecuadoriano, specializzato nel nuoto di fondo.

## Biografia
Ai mondiali di Budapest 2017  si è classificato 19º nella 5 km.
Alla rassegna iridata di Gwangju 2019 ha concluso al 33º posto nella 5 km e il 20º nella gara a squadre, con i connazionali Nataly Caldas Calle, Ana Abad e David Castro.
È stato convocato ai Giochi mondiali sulla spiaggia di Doha 2019 in cui si è piazzato 9º nell 5 km.
Ha rappresentato il Giappone ai Giochi olimpici estivi di Tokyo 2020, dove ha ottenuto il 15º posto nella 10 km maschile.